# Valentina (film 1981)
Valentina (Валентина) è un film del 1981 diretto da Gleb Anatol'evič Panfilov.

## Trama
Il film si svolge in un piccolo insediamento della taiga. Il film racconta la ragazza di 18 anni Valentina, che è innamorata dell'investigatore e non nasconde i suoi sentimenti. Ma ecco il problema: l'aggressivo Pavel la ama e crede che diventerà sua moglie.